# John McKenna
John McKenna (Monaghan, 3 gennaio 1855 – Walton, 22 marzo 1936) è stato un imprenditore, allenatore di calcio e rugbista a 15 irlandese, celebre manager del Liverpool.